# Saint-Félix (Oise)
Saint-Félix è un comune francese di 584 abitanti situato nel dipartimento dell'Oise della regione dell'Alta Francia.

## Società

### Evoluzione demografica
Abitanti censiti